# バウビオジャパン
株式会社バウビオジャパンは、福岡県柳川市に本社を置く漆喰の外壁を主に取扱している会社。コーポレートスローガンは「バウビオロギーに基づく考え方」。

## 概要
株式会社バウビオジャパンの歴史は、西南コーポレーション設立からはじまった。当初は、ハウスクリーニング業をメインとしていたが、事業展開後、顧客のニーズに応えるべく建築業（主に外壁工事）に事業転換。また、2009年7月よりカルクウォールの販売を開始し、2012年11月には九州で販売実績第1位となった。
その後、左官業の衰退を目の当たりにし、左官育成に着手。2012年7月、従来行ってきた工法の改良版を発表し特許を出願。同年8月には「バウビオウォール工法」として販売を開始し、11月には56社の工務店に採用された。「バウビオウォール工法」は、従来の工法や販売方法とは異なり、工務店に一切販売を行わず、日本左官業組合連合会に加盟している左官職人のみバウビオウォール工法の使用、および購入をすることができる。左官技術継承及び、左官の育成の第一歩となる工法となった。
昨今、「バウビオウォール工法」の採用は、九州内にとどまらず中国地方・四国地方にまで拡大をしている。工法自体の成功だけでなく、社内の各セクションにおいて、専門のプロフェッショナルを配置し、常に社内合理化に力を注いでいる。

## 沿革
- 2007年1月	西南コーポレーション設立
- 2009年7月	株式会社バウビオジャパン設立
- 2009年9月	経営革新計画承認 「バウビオロギーの考え方に基づく工務店への提携営業の実施」
- 2010年8月	一般建設業の許可　[般―22(第105287号)]
- 2011年7月	バウビオワークス事業部発足 弊社独自の左官職人部門
- 2012年6月	日本左官業組合連合会 加盟
- 2012年7月	「BAUBIOWall工法」特許出願
- 2012年11月	バウビオエコ事業始動